# Геј
Геj (енгл. gay — весео) је сексуални идентитет хомосексуалних особа, углавном хомосексуалних мушкараца. Постоји недоумица да ли потиче од енглеске речи „gay“ која значи „срећан“, „весео“, „радостан“ или од старофранцуске речи "gai" која значи "срећан", "пријатан". Геј као термин први пут се појављује након Стоунволских демонстрација из 1969. Те године основана је цела нова генерација организација, идентификујући се са речју „геј“, што је, осим сексуалне оријентације, значило и радикално нову основу самоидентификације у смислу отвореног политичког активизма. Геј мушкарац је особа коју естетски, сексуално и емоционално привлаче други мушкарци и који с другим мушкарцима остварује емоционални, сексуални и партнерски однос.
Сексуални идентитет произлази из сексуалности. Подразумева властито описивање или прихватање разних идентитета, који су као такви важан сегмент целокупног психолошког и друштвеног живота човека. У креирању или прихватању сексуалних идентитета особа се позива на право на самодефинисање - право особе да сама дефинише свој идентитет (своје идентитете) и себе као особу, и право на самоидентификацију - право особе да сама идентификује свој идентитет (своје идентитете), и да се не идентификује (види још сексуална оријентација).